# Theatre of Tragedy
Theatre of Tragedy je norveški gothic metal-sastav. Poznat je po svojim ranijim albumima koji su snažno utjecali na žanr. 
Na službenim stranicama sastava je objavljeno kako se skupina razilazi, te će posljednji koncert biti održan 2. listopada 2010. u rodnom Stavangeru.
Theatre of Tragedy je jedan od prvih metal sastava koji je muškom guturalnom basu dodao ženski sopran. S albumom Musique, skupina potpuno mijenja svoj stil, koji je dobio prizvuk industrial rocka, čime je napušten raniji ekstremniji gothic metal zvuk. 

## Životopis
Theatre of Tragedy su godine 1993. osnovali Raymond István Rohonyi i Pål Bjåstad. Bubnjar Hein Frode Hansen je otišao iz svog bivšeg sastava "Phobia" u 1993. i počeo tražiti novi glazbeni projekt u kojem će sudjelovati. Prijatelj mu je rekao da skupina zvana Suffering Grief traži novog bubnjara pa im se Hein ubrzo pridružio. Tada se sastav sastojao od Raymonda Istvána Rohonyia, gitarista Påla Bjåstada i Tommya Lindala. Iako nisu imali basista Eirik T. Saltrø je pristao svirati s njima na koncertima.
Nakon što su skladali svoju prvu pjesmu "Lament of the Perishing Roses" promijenili su ime skupine iz  "La Reine Noir" u "Theatre of Tragedy". Pozvali su pjevačicu Liv Kristine Espenæs da otpjeva jednu pjesmu.
1994. njihov prvi demo je bio snimljen, a 1995. izašao je prvi istoimeni album Theatre of Tragedy, a nakon njega Velvet Darkness They Fear. Maksi singl "A Rose for the Dead objavljen je 1997.  Godine 1998. izašao je njihov vjerojatno najpopularniji i među kritičarima najodobreniji Aégis.
2003. Liv Kristine je osnovala sastav Leaves' Eyes zajedno sa svojim suprugom Alexanderom Krullom i glazbenicima iz njegovog sastava Atrocity. U kolovozu 2003. Theatre of Tragedy je znatno promijenio svoj stil s albumom Musique  i Assembly, a Liv Kristine je otišla iz sastava zbog razlika u glazbenim sklonostima. 
Liv Kristine je tvrdila da je bila otpuštena putem elektronske pošte i bez službenog objašnjena od strane bilo kojeg člana sastava.
Pjevačica Nell Sigland iz skupine The Crest, priključila se sastavu iduće godine. U zimi 2004./2005. održana je kratka koncertna turneja, zajedno s Painom, Sireniom i Tiamatom) sa Siglandinim pjevačkim nastupima. 
Album Storm je izašao 24. ožujka, 2006. nakon čega je uslijedila europska turneja. 

## Diskografija
Studijski albumi
- Theatre of Tragedy (1995.)
- Velvet Darkness They Fear (1996.)
- Aégis (1998.)
- Musique (2000.)
- Assembly (2002.)
- Storm (2006.)
- Forever Is the World (2009.)

EP-ovi
- A Rose for the Dead (1997.)
- Inperspective (2001.)
- Machine (2001.)
- Addenda EP (2010.)

Koncertni albumi
- Closure: Live (2001.)
- Last Curtain Call (2011.)

## Članovi

### Sadašnji članovi
- Raymond István Rohonyi - vokal
- Nell Sigland - vokali
- Frank Claussen - gitara
- Vegard K. Thorsen - gitara
- Lorentz Aspen - klavijatura
- Hein Frode Hansen - bubnjevi

### Bivši članovi
- Liv Kristine Espenæs Krull - vokal
- Tommy Lindal - gitara
- Tommy Olsson - gitara
- Pål Bjåstad - gitara
- Geir Flikkeid - gitara
- Erik T. Saltrø - bas